# Al-Amkijja Tahta
Al-Amkijja Tahta (arab. العمقية تحتا) – miejscowość w Syrii, w muhafazie Hama. W 2004 roku liczyła 3300 mieszkańców.